# Estação Caribe
A Estação Caribe é uma das estações do Metrô de Medellín, situada em Medellín, entre a Estação Tricentenario e a Estação Universidad. Administrada pela Empresa de Transporte Masivo del Valle de Aburrá Limitada (ETMVA), faz parte da Linha A.
Foi inaugurada em 30 de novembro de 1995. Localizada na Avenida del Río, a estação situa-se em uma das margens do Rio Medellín. Atende o bairro Oleoducto, situado na comuna de Castilla.

## Localização
A estação se encontra na parte setentrional (norte) do município de Medellín. É uma das estações com maior movimento de pessoas devido a sua localização, contínua ao Terminal Norte de Transporte Intermunicipal de Medellín. Nesse terminal, partem todas as linhas de transporte intermunicipal e interdepartamental que conduzem ao norte do departamento de Antioquia, ao Litoral Caribenho da Colômbia, à Bogotá e à Oeste de Antioquia.